# Los tribbles y sus tribulaciones (Star Trek: La serie original)
"Los tribbles y sus tribulaciones" (originalmente The Trouble with Tribbles  (en inglés)), es el episodio número 15 de la segunda temporada de Star Trek: La serie original, fue transmitido por primera vez el 29 de diciembre de 1967 y repetido el 21 de junio de 1968. Fue escrito por David Gerrold y dirigido por Joseph Pevney y es el episodio número 44 en ser exhibido y el número 42 en ser producido.
En la versión Bluray el título de este episodio en el audio en español es dado como La invasión de los Tribbles.
Resumen: El capitán Kirk y su tripulación se ven sobrepasados por unas peludas criaturas llamadas tribbles.

## Trama
En la fecha estelar 4523.3, el capitán James T. Kirk y su tripulación son llamados a la estación espacial Espacio Profundo K7 por una llamada de auxilio de prioridad uno. La estación está cercana al planeta de Sherman, un mundo en un sector del espacio disputado entre la Federación y el Imperio Klingon. Bajo los términos del Tratado de Paz Organiano, el planeta de Sherman será entregado al lado que demuestre que puede administrarlo con mayor eficiencia.
Kirk está furioso cuando más tarde se da cuenta de que la llamada de auxilio era falsa, ya que el subsecretario a cargo de la agricultura en el sector, Nilz Baris, simplemente quería a alguien para escoltar los cargamentos de quadrotritical, un grano híbrido de trigo-centeno de cuatro lóbulos, destinados al planeta de Sherman. Para malestar de Baris, Kirk sólo asigna a dos guardias simbólicos. Poco después arriba a la estación espacial una nave Klingon y solicita permiso para que su tripulación disfrute un permiso de descanso, de acuerdo a lo permitido por el tratado. Kirk le informa al capitán Klingon Koloth que él sólo puede hacer bajar a 12 miembros de su tripulación al mismo tiempo, y que proporcionará un guardia de seguridad por cada Klingon que se transporte a la estación.
Mientras tanto, un comerciante independiente, Cyrano Jones, trae algunos pequeños animales peludos llamados tribbles a bordo de la estación para venderlos; le regala uno a Uhura como un gancho comercial. Ella lo lleva a bordo del Enterprise, y el tribble y su progenie son tratados como adorables mascotas. Los animales emiten un relajante ronroneo que la tripulación (incluso el estoico Sr. Spock) encuentran tranquilizante. En cambio los Klingon encuentran a los tribbles muy molestos, y el sentimiento es mutuo: los tribbles emiten un desagradable y agresivo chillido y saltan, cada vez que hay un Klingon cercano. Subsecuentemente se explica que los tribbles tienen un agudo sentido del olfato y encuentran su comida por el aroma, y que encuentran el olor de los Klingon muy molesto, y que los Klingon, a su vez también con un agudo sentido del olfato, encuentran el olor de los tribbles repulsivo.
El problema con los tribbles es que se reproducen con extremada rapidez y son capaces de desolar un planeta si su reproducción no está controlada; en palabras del Dr. McCoy, "ellos nacen preñados" y amenazan con consumir todos los abastecimientos a bordo de la nave. El problema se agrava cuando se descubre que las criaturas están entrando en los sistemas esenciales de la nave, interfiriendo con sus funciones y consumiendo cualquier cosa con algún contenido comestible. Kirk se da cuenta de que si los tribbles se están introduciendo en los almacenes del Enterprise, entonces son una amenaza directa a las bodegas de granos a bordo de la estación. Pero, al examinarlas, Kirk se da cuenta de que ya es demasiado tarde, los tribbles ya han consumido el grano, puesto que al abrir una de las puertas de las bodegas queda enterrado hasta la cintura por tribbles. Parece que la misión ha sido un fracaso. Además, Koloth busca una disculpa formal de Kirk, dado que algunos miembros del Enterprise han comenzado, aunque no sin ser provocados primero, una riña al estilo del viejo oeste con los miembros de la tripulación Klingon en el bar de la estación.
Sin embargo, Spock y McCoy descubren que la mitad de los tribbles en las bodegas están muertos y la mayor parte del resto están moribundos y alertan a la Federación que el grano había sido envenenado. Además los tribbles revelan la identidad del agente Klingon responsable que ha sido alterado quirúrgicamente. El saboteador es el único "humano" que no gusta a los tribbles: Arne Darvin, el propio asistente de Baris. Él había infectado el grano con un virus que se convierte en materia inerte en el torrente sanguíneo del organismo; cuanto más se come más material inerte se produce, hasta que el organismo no puede consumir el suficiente nutriente para sobrevivir y esencialmente se muere de hambre. Al realizar un examen médico el Dr. McCoy, se revela que Darvin es un Klingon disfrazado. Así que los tribbles se redimen y le permiten a la Federación anotarse una victoria diplomática contra los Klingon. A Cyrano Jones, por introducir a la especie a la estación, se le ordena eliminar a los tribbles (una tarea de limpieza que Spock estima le tomará unos 17,9 años) o estar encarcelado 20 años por transportar una forma de vida peligrosa fuera de su planeta.
Justo antes de la partida de los Klingon, todos los tribbles que estaban en la Enterprise son teletransportados a bordo de la nave Klingon por Scotty como venganza por los problemas causados por los Klingon, donde, en sus palabras “ellos no serán un problema” (en inglés: “they'll be no tribble at all”, usando un juego de palabras donde tribble es cercano a la palabra trouble inglesa que significa problema.

## Remasterización del aniversario de los 40 años
"Los tribbles y sus tribulaciones" fue remasterizado en el 2006 y fue transmitido el 4 de noviembre del 2006 como parte de la remasterización de la serie original. Fue precedido una semana antes por Los cuatro gatos y seguido una semana más tarde por Espejo, espejito. Además del audio y video remasterizado, y todas las animaciones de la USS Enterprise realizadas por CGI que es el estándar de todas las revisiones, los cambios específicos para este episodio son:
- La estación espacial K7 fue renderizada como un efecto CGI a la que se agregó una superficie con más detalles.
- Se agregó una nave Klingon en órbita alrededor de la estación que no había sido vista en el episodio original, pero que se vio en el episodio tributo de Star Trek: espacio profundo nueve, " Juicios y problemas con Tribbles". Ninguno de los efectos de " 	Juicios y problemas con Tribbles" fueron usados en el episodio remasterizado, aunque la apariencia más detallada de la estación K7 (incluyendo el prominente logo K7 en el domo de módulo central) está claramente influenciada por ese episodio.

### Contexto
En su memoria de 1973 The Trouble With Tribbles: The Complete Story of One of Star Trek's Most Popular Episodes (en castellano: El problema con los tribbles: La completa historia de uno de los episodios más populares de Star Trek) el autor David Gerrold dice que ha sido un fanático de la ciencia ficción desde la infancia, y era un estudiante de cine en la universidad cuando la serie fue transmitada. Gerrold envió cinco esbozos de relatos al productor Gene L. Coon. Uno de los cinco esbozos, "Los Peludos", interesó a Coon, y a Gerrold se le encargó escribir el borrador del relato (retitulado Una cosa peluda me sucedió…).
"Tribbles" originalmente se pretendía que fuera una visión seria sobre la introducción de una especie extraña en ambientes libres de depredadores, como sucedió con los conejos en Australia. En el libro, Gerrold dijo que su idea era mostrar cómo una especie que parece inofensiva en realidad puede ser muy peligrosa.
Después de que su borrador fue aceptado, Gerrold tenía que escribir el primer borrador del guion, sujeto a aprobación. Durante la producción la compañía se dio cuenta de las fuertes similitudes con los flat cats incluidos en un segmento de la novela The Rolling Stones de Robert A. Heinlein.
El coproductor Gene Coon contactó con Heinlein, dulcificando la situación al mencionar que era la primera venta del escritor y que una demanda pondría en peligro la serie. Heinlein aceptó no reclamar, en atención a la inexperiencia del autor, y pidió una copia del guion. Luego escribió una nota a Gerrold diciendo que ambos tenían una deuda con Pigs Is Pigs de Ellis Parker Butler, del año 1950. Sin embargo, que después de semejante desliz Gerrold siguiera explotando la idea de los tribbles en ocasiones posteriores, no le pareció correcto.

### Ambientación
La estación K7 estaba basada en un modelo para una base lunar/estación espacial de la vida real propuesta por Douglas Aircraft en 1960. Estaba diseñada para ser instalada en la etapa superior del cohete Saturno IB o Saturno V, y para desplegarse como un globo inflable. Esta estación espacial también estaba disponible como un modelo fabricado por la empresa Aluminium Metal Toys.

### Tribbles revisitados
La adaptación de James Blish del episodio fue incluida en la colección Star Trek 3 publicada en abril de 1969. Está basada en una versión del guion que incorpora a Sulu más que a Chekov. El episodio fue la base de la tercera fotonovela de Star Trek.
Una secuela del episodio apareció en Star Trek: La serie animada titulado Problemas por tribblicado, para el cual Gerrold también escribió el guion. Está escribiendo otra secuela para la serie de películas realizadas por aficionados en  Phase II.
Tribbles son manejados por miembros de la Flota Estelar en la escena del bar en Star Trek III: En busca de Spock mientras el Dr. McCoy busca transporte ilegal al Planeta Génesis.
El episodio original fue editado más tarde y empalmado en el episodio Juicios y problemas con Tribbles de Star Trek: espacio profundo nueve. En este episodio, la tripulación de la Espacio profundo 9 atestigua los eventos originales al viajar en el tiempo en un esfuerzo para impedir a Darvin regresar para cambiar el curso de la historia. Esta vez, Gerrold hace un cameo como un alférez de camisa roja de pelo canoso en un corredor del Enterprise. Durante el episodio, Worf revela que los Klingon consideraron a los tribbles como una amenaza ecológica así que destruyeron su mundo natal.
Charlie Brill vuelve a personificar su rol como Darvin en este episodio de Espacio profundo 9 después de encontrarse accidentalmente con varios de los productores. De acuerdo al comentario escrito por Michael Okuda en la versión en DVD del episodio, los productores dudaban entre hacer un regreso a "Los tribbles y sus tribulaciones" o a "Una tajada" cuando se toparon casualmente con Brill sentándose en el mismo restaurante donde estaban discutiendo el planificado tributo.
Los tribbles también se pueden ver en el episodio "The Breach" de Star Trek: Enterprise (que transcurre en 2152) en el que el Doctor Phlox los usa como alimento para sus mascotas medicinales en la enfermería de la nave.
Un tribble puede ser visto en la película Star Trek XI del año 2009, donde aparece sentado en el escritorio de Montgomery Scott cuando éste se encuentra por primera vez con Kirk y el Spock original en el planeta Delta Vega.
Un tribble aparece en el segundo cortometraje de los llamados vignettes de  Phase II, el vignette se llama El escenario invencible y Kirk lo utilitza para chantajear a un Klingon y poder suplantarlo, con el fin de enterarse del plan de Kargh.

### La relación de Gerrold conStar Trek
Este episodio marcó el comienzo de la larga asociación entre el autor David Gerrold y Star Trek. A pesar de algunas desagradables experiencias durante el comienzo de la serie Star Trek: La nueva generación, él aún permanece entusiasmado con los ideales de la serie original.

## Nota
- Esta obra contiene una traducción  derivada de «The Trouble With Tribbles» de Wikipedia en inglés, concretamente de esta versión, publicada por sus editores bajo la Licencia de documentación libre de GNU y la Licencia Creative Commons Atribución-CompartirIgual 4.0 Internacional.

- Datos: Q1136084